# جون جاي قود
جون جاي قود (بالإنجليزية: John Jay Good)‏ هو قاضي وسياسي أمريكي، ولد في 12 يوليو 1827، وتوفي في 17 سبتمبر 1882 في إل باسو في الولايات المتحدة.